# Telefon Butterfield 8
Telefon Butterfield 8 (Originaltitel: BUtterfield 8) ist ein US-amerikanisches Filmdrama des Regisseurs Daniel Mann aus dem Jahr 1960, das auf dem Roman Butterfield 8 (1935) von John O’Hara basiert.

## Handlung
Die attraktive Gloria hat zahllose Affären mit reichen Männern. Sie wurde als Jugendliche missbraucht und empfindet keine Liebe. Nur mit ihrem einzigen Freund Steve kann sie über ihre Gefühle und ihre Vergangenheit sprechen. Doch eines Tages begegnet sie Weston, dem Ehemann einer Konzernerbin. Weston, ein müßiger Playboy, und Gloria beginnen eine Affäre, die sich zu einer leidenschaftlichen Liebe zueinander entwickelt. Durch ein Missverständnis glaubt Gloria, sie habe Weston verloren. Sie versucht, ihn zurückzugewinnen. Doch der Versuch endet in einer Katastrophe und Gloria kommt bei einem Verkehrsunfall ums Leben.

## Titel
Der unkonventionelle Roman- und Filmtitel bezieht sich auf den Teil einer Telefonnummer, der die zuständige Vermittlungsstelle bezeichnet. Bis in den 1960er Jahren wurden in den Vereinigten Staaten und Kanada die ersten beiden Ziffern einer Telefonnummer meist durch einen einprägsamen Namen mit zwei Anfangsbuchstaben ersetzt, die den Ziffern bei Buchstabenwahl entsprechen. Die dritte Ziffer wurde hinter den Namen gestellt. BUtterfield 8, also „B-U-8“ steht für die Ziffern „2-8-8“ und entsprach einer Telefonvermittlung von Manhattan Upper East Side. Im Film erwähnt Gloria mehrmals den Namen der Vermittlung, die ihren Lebenswandel zwischen Affären und fremden Wohnungen damit unterstützt, indem sie Nachrichten übermittelt und Gespräche durchstellt. Ihre Bedeutung für Gloria wird deutlich, als sie Weston ein Feuerzeug mit den eingravierten Zeichen „BU 8“ schenkt.

## Hintergrund
Bevor Elizabeth Taylor die lukrative Rolle in Cleopatra für eine Gage von einer Million Dollar antreten konnte, musste sie ihren Vertrag mit MGM erfüllen, der ihr gerade einmal 125.000 Dollar einbrachte. Es war der letzte Film, zu dem sie durch ihr langjähriges Engagement bei MGM verpflichtet war. Taylor, die zum Zeitpunkt der Produktion mit Fisher verheiratet war, hatte sich dafür eingesetzt, dass ihr Mann die Rolle des Steve Carpenter erhielt, obwohl er als Schauspieler wenig Erfahrung hatte. Fisher wirkte bei den Dreharbeiten nur eine Woche lang mit, erhielt als Gage auf Taylors Druck hin aber 100.000 Dollar.

## Kritiken
Das Lexikon des internationalen Films bewertete Manns Film als einen typischen amerikanischen „Kino-Roman mit ‚psychoanalytischer‘ Problemsicht und tragischem Anspruch, der Schuld mit Schicksal“ verwechsle. Telefon Butterfield 8 sei „[s]chauspielerisch unterdurchschnittlich, mit Dialogen von haarsträubender Banalität“.

## Auszeichnungen
- 1961: Oscar in der Kategorie Beste Hauptdarstellerin für Elizabeth Taylor; Nominierung in der Kategorie Beste Kamera für Joseph Ruttenberg und Charles Harten.
- 1961: Golden-Globe-Nominierung in der Kategorie Beste Hauptdarstellerin – Drama für Elizabeth Taylor[2]
- 1961: Jeweils 2. Platz bei den Laurel Awards in den Kategorien Beste Darstellerin in einem Drama (Elizabeth Taylor) und Bestes Drama; 5. Platz in der Kategorie Beste Nebendarstellerin (Dina Merrill)

## Deutsche Fassung
Die deutsche Synchronfassung entstand im MGM Synchronisations-Atelier, Berlin, unter der Dialogregie von Ingeborg Grunewald.
| Rolle           | Darsteller       | Synchronsprecher      |
| --------------- | ---------------- | --------------------- |
| Gloria Wandrous | Elizabeth Taylor | Dinah Hinz            |
| Weston Liggett  | Laurence Harvey  | Heinz Drache          |
| Steve Carpenter | Eddie Fisher     | Harry Wüstenhagen     |
| Emily Liggett   | Dina Merrill     | Eva Katharina Schultz |
| Bingham Smith   | Jeffrey Lynn     | Kurt Waitzmann        |
| Happy           | Kay Medford      | Roma Bahn             |
| Dr. Tredman     | George Voskovec  | Alfred Balthoff       |